# Helene Bockhorst

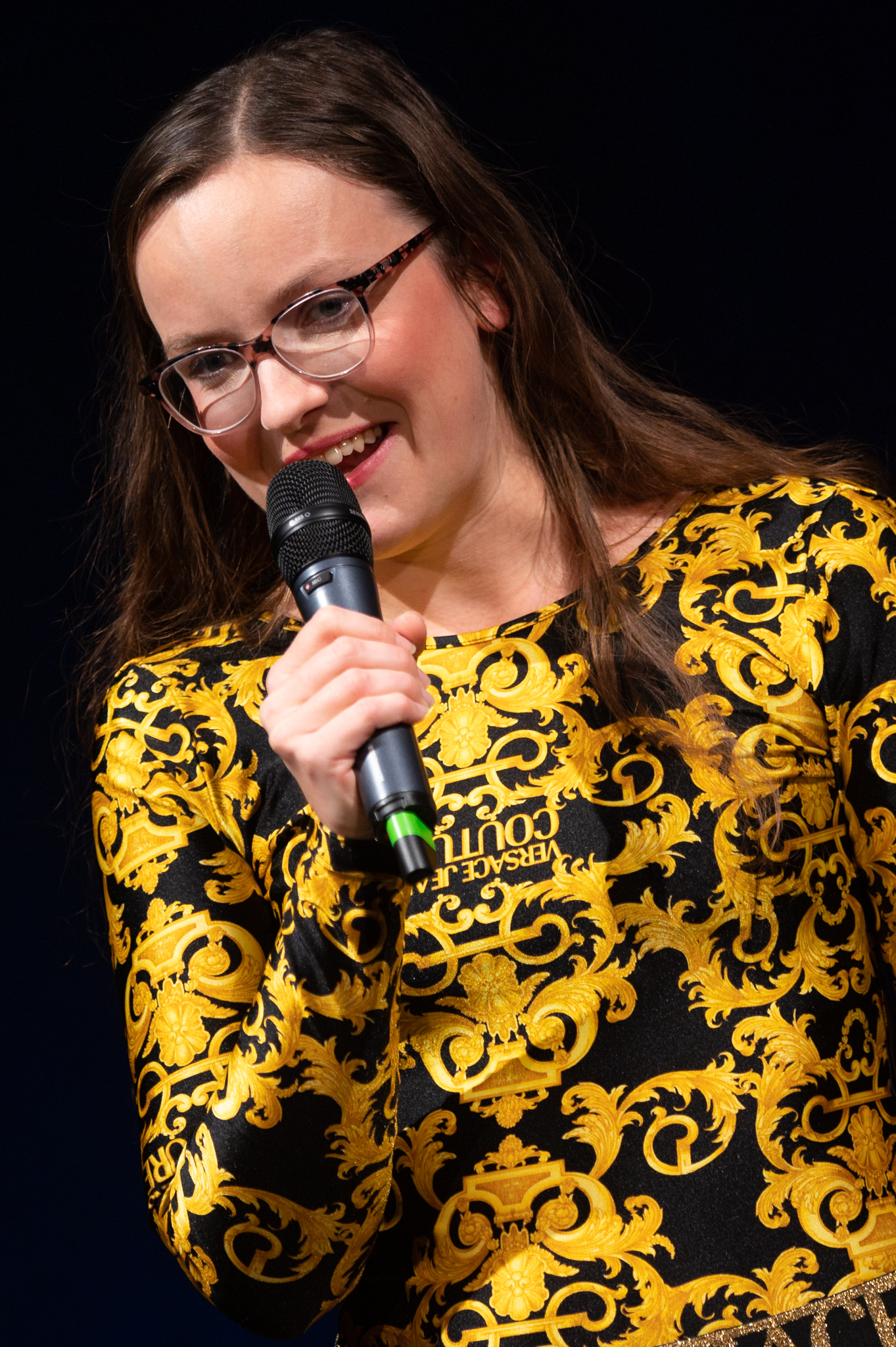
Helene Bockhorst (2021)

Helene Bockhorst (* 14. November 1987 in Hamburg-Harburg) ist eine deutsche Komikerin und Autorin.

## Leben
2005 war Bockhorst Stipendiatin des Literatur Labors Wolfenbüttel. 2007 absolvierte sie ihr Abitur am Gymnasium Neu Wulmstorf. 2014 erreichte sie einen Masterabschluss in Journalistik und Kommunikationswissenschaft an der Universität Hamburg. Während ihres Studiums erhielt sie ein Stipendium der Studienstiftung des Deutschen Volkes.
Von März 2014 bis November 2017 arbeitete sie in der Redaktion der Zeitschrift DW Die Wohnungswirtschaft der Haufe-Gruppe. Im April 2017 begann sie, bei Comedy-Shows aufzutreten. Zum Ende des Jahres 2017 kündigte sie ihren Arbeitsvertrag, um sich hauptberuflich ihren Auftritten zu widmen.
Zusammen mit Henning Mehrtens moderiert Helene Bockhorst seit Mai 2018 im Schmidtchen auf der Hamburger Reeperbahn ihre eigene Show Poetry Schlamassel. Ab Oktober 2018 war sie mit ihrem ersten abendfüllenden Soloprogramm Die fabelhafte Welt der Therapie auf Tour in Deutschland, Österreich und der Schweiz. Im Oktober 2019 wurde das komplette Soloprogramm im Quatsch Comedy Club für Sky 1 aufgezeichnet. Mit Fisch Ferliebt erhielt sie im Oktober 2019 eine eigene Rubrik in der wöchentlich ausgestrahlten Satire-Clipshow Gunze – Garantiert Unzensiert auf Tele 5.
Ihr Debütroman Die beste Depression der Welt erschien im März 2020 im Ullstein Verlag.
Im Juni 2021 wurde ein halbstündiges Comedy-Special in der ZDF-Mediathek veröffentlicht. Im Oktober 2021 erschien ein weiteres halbstündiges Special im Rahmen des 3sat-Festivals. Seit September 2021 ist sie mit ihrem zweiten Soloprogramm Die Bekenntnisse der Hochstaplerin Helene Bockhorst auf Tour. Ebenfalls im September erschien der von Christian Schulte-Loh und ihr moderierte Quatsch-Comedy-Club-Podcast auf Audible. Im Jahr 2022 lernten sich Helene Bockhorst und die Professorin Susann Fiedler in einer TV-Talkshow von Pierre M. Krause kennen. Beide sind Anhängerinnen des bedingungslosen Grundeinkommens und produzieren zu diesem Thema den Podcast „Steile Thesen“. Seit September 2023 ist sie mit ihrem dritten Soloprogramm NIMM MICH ernst auf Tour.
Im Juni 2024 erschien im Ullstein Verlag ihr Roman Der Supergaul.
Im Mai 2025 trat sie in der 6. Staffel von LOL auf.

## Fernsehen
2018
- Pufpaffs Happy Hour, 3sat[17]
- Trepper und Feinde, NDR[18]
- NDR Comedy Contest, NDR[19]
- Comedy ohne Karsten, MDR[20]
- PussyTerror TV, ARD[21]
- Prix Pantheon, WDR[22]
- Vereinsheim Schwabing, BR[23]
- Stand Up 3000, Comedy Central Germany[24]
- Das große Kleinkunstfestival der Wühlmäuse, RBB[25]
- Satire Deluxe Stand-Up!, WDR[26]
- Quatsch Comedy Club TV-Aufzeichnung, Sky[27]
- Comedy Cuisine, One
- Pratersterne, ORF[28]
- RTL Comedy Grand Prix 2018, RTL[29]

2019
- Genial daneben – das Quiz, SAT.1[30]
- HumorZone 2019 – Die Gala, MDR[31]
- Die Comedy Bar, SWR
- Stuttgarter Besen 2019, SWR[32]
- Stand Up! Mixed Show, Schweizer Fernsehen[33]
- Roast Battle, Comedy Central Germany[34]
- Olafs Klub, MDR[35]
- GUNZE – Garantiert Unzensiert, TELE 5
- Mitternachtsspitzen, WDR[36]
- Quatsch Comedy Club TV-Aufzeichnung, Sky[37]
- Satire Battle, 3sat[38]
- Comedy@Sky – Helene Bockhorst Live! – Die fabelhafte Welt der Therapie[39]
- Mario Barth & Friends, RTL[40]
- Die Florian Schroeder Satireshow, hr / ONE / rbb[41]

2020
- Kölner Treff, ARD[42]
- Die Quatsch Adventsparty, SKY[43]

2021
- New Talent Show, SRF[44]
- Stand Up Comedy Special, ZDF[9]
- Die Bekenntnisse der Hochstaplerin Helene Bockhorst, 3sat Festival[10]
- Kurzstrecke mit Pierre M. Krause, SWR[45]

2022
- Comedy for Future, ZDF[46]
- Gute Unterhaltung mit Pierre M. Krause, SWR[13]
- ZDF Comedy Sommer, Folge 2[47]

2023
- ZDF Comedy Sommer, Folge 4[48]
- Nuhr im Ersten, ARD[49]
- Happy Hour, 3sat[50]

2025
- LOL: Last One Laughing

## Auszeichnungen
- 2005: Stipendium des Literatur Labor Wolfenbüttel[51]
- 2006: Literaturpreis des Wannseeforums[52]
- 2011: Meike-Schneider-Literaturpreis[53]
- 2018: 1. Platz beim Hamburger Comedy Pokal[54]
- 2018: Finalistin beim Prix Pantheon[55]
- 2022: Kleinkunstpreis Baden-Württemberg[56]

## Rezeption
Thomas Herrmanns erwähnte Helene Bockhorst bei Das! (NDR) als neue Comedy-Entdeckung. „Es gibt so Momente, so Durchbruchsnummern, wo du weißt – das wird ein Star. Das war bei Michael Mittermeier sowieso von Anfang an klar, oder zum Beispiel auch bei Cindy aus Marzahn. (…) Es gibt immer so Momente, wo du denkst: Der hat’s wirklich. Und ich habe ja in meinem Leben Tausende von Stand Ups gesehen, also man kann mich wirklich kaum noch überraschen mit was. Aber wenn dann jemand was Neues bringt, ne neue Kombi bringt (…) so wie Helene Bockhorst, die ist gerade ganz, ganz, ganz toll. Die steht da, ganz still, schüchtern fast, und die hat so gute Texte, und dann freu ich mich hinten wie so eine glückliche Mutti und denke: Meine Kinder, die können’s doch.“
In Zeit Campus 6/2018 erschien ein ausführliches Porträt über Bockhorst. Der Artikel hob ihren raschen Werdegang hervor: „Seit nicht mal einem Jahr ist Bockhorst im Geschäft – und eigentlich bereits ein Vollprofi. (…) Während andere junge Comedians um Auftritte betteln oder jahrelang zwischen unbezahlten Open-Mic-Sessions hin und her tingeln, ist Helene Bockhorst gefragt.“
Erwähnt wurde auch ihr offener Umgang mit Tabuthemen: „Helene Bockhorst redet über Dinge, worüber die meisten von uns nicht reden würden. (…) Obwohl das düster und bedrückend ist, amüsieren sich die Leute. Ich glaube, dass das immer noch ein Tabubruch ist.“ – Oskar Piegsa, Zeit Campus
Detektor.fm meinte einen Trend zur „Tragic Comedy“ feststellen zu können und nannte Bockhorst den „neuen Star des Scheiterns“. 3sat.de bezeichnete sie als „brandaktuellen Shooting Star der Bühnenunterhaltung“.
Das Hamburger Abendblatt wies auf den Kontrast zwischen Außenwirkung und den Inhalten ihres Programms hin: „Sie wirkt so schüchtern, aber sie hat’s faustdick in ihren Texten. Bei der frechen Helene darf man sich freuen, welche Perlen noch zu bergen sind.“
Über ihr zweites Soloprogramm Die Bekenntnisse der Hochstaplerin Helene Bockhorst schrieb die Badische Zeitung: „Am Ende des Abends ist dem Publikum aber klar, eine Hochstaplerin ist diese Frau nicht. Sie verdient es, auf der Bühne zu stehen, und ist eine Bereicherung der Kulturlandschaft. Die Mischung aus Humor, Schlagfertigkeit und tiefen Einblicken in ihr Leben und Erfahrungen schafft einen besonderen Moment der Nähe.“

## Veröffentlichungen
- Der Fischreiher, Die Frau des Forschers, „Marktgedanken“ & andere Texte. In: Destillate. Literatur-Labor, Wolfenbüttel 2006, ISBN 3-929622-21-1.
- Entwurf einer jungen Frau. In: Jahresbericht des Wannseeforums 2006. S. 39[61]
- Die Grenze zwischen Wahrheit und Lüge. In: Über Grenzen. Neukirchener Aussaat, Neukirchen-Vluyn 2011, ISBN 978-3-7615-5867-6.
- Zehn Miniaturgeschichten in: Eine Kugel Strappsiatella, bitte! 555 unfreiwillig komische deutsche Geschichten. Heyne, München 2016, ISBN 978-3-453-60379-0.
- regelmäßige Beiträge in der Rubrik Vom Fachmann für Kenner. Satiremagazin Titanic, 2017
- Wir üben noch. In: Dietmar Bittrich (Hrsg.): Blut ist dicker als Glühwein. Rowohlt, Reinbek 2018, S. 7–16, ISBN 3-499-63425-2.
- Die beste Depression der Welt. Roman. Ullstein, Berlin 2020, ISBN 978-3-550-20076-2.
- Die fabelhafte Welt der Therapie. Hörbuch, Aufzeichnung der Liveshow am 7. Oktober 2020 in Gütersloh, EAN 4066004307961
- Die Bekenntnisse der Hochstaplerin Helene Bockhorst. Hörbuch, Aufzeichnung der Liveshow am 9. Februar 2023 in Stuttgart, EAN 4066004542737
- Der Supergaul. Kein Pferderoman. Ullstein, Berlin 2024, ISBN 978-3-548-06936-4.[62]